# Akcelerator plazmowy
Akcelerator plazmowy – urządzenie do przyspieszania naładowanych cząstek takich jak elektrony, pozytony i jony, przy wykorzystaniu pola elektrycznego w powiązaniu z falą wytworzoną w plazmie elektronowej. Fala tworzona jest na drodze krótkiego laserowego impulsu światła lub za pomocą impulsu elektronowego przez plazmę. Technika rokuje możliwości budowy akceleratorów cząstek o bardzo dużej wydajności oraz dużo mniejszych rozmiarach w porównaniu do konwencjonalnych rozwiązań i związanych z nimi kosztów. Obecne wersje eksperymentalne urządzeń wykazują gradient przyspieszenia kilka razy większy niż współcześnie używane akceleratory. Na przykład eksperymentalne urządzenie w Lawrence Berkeley National Laboratory przyspiesza elektrony do 1 GeV na odcinku 3,3 cm, podczas gdy SLAC (Stanford Linear Accelerator Center) konwencjonalny akcelerator potrzebuje 64 m, aby uzyskać tę samą energię. Podczas ostatnich eksperymentów dokonanych przez zespół SLAC udało się przy wykorzystaniu akceleratora plazmowego typu PWFA osiągnąć energię 42 GeV na odcinku 85 cm. Eksperymentalny akcelerator plazmowy AWAKE, mający na celu przyspieszenie elektronów do energii co najmniej 50 GeV funkcjonuje obecnie w CERN-ie. Rozpoczął on działanie pod koniec 2016 roku.

## Podstawy
Plazma jest zbiorem składającym się ze zjonizowanych cząstek naładowanych dodatnio i ujemnie, powstałym głównie przez podgrzanie rozrzedzonego gazu. W normalnych warunkach plazma jest makroskopowo obojętna, jest równorzędną mieszaniną elektronów i protonów znajdujących się w równowadze. Jednakże jeśli zostanie podane zewnętrzne pole elektryczne, plazma podzieli się, część cząstek będzie przyciągana przez zewnętrzne pole. Wstrzyknięta cząstka w tak uformowaną plazmę będzie przyspieszona przez podzieloną plazmę, ponieważ jednak wielkość podziału jest proporcjonalna do przyłożonego zewnętrznego pola, nic szczególnego się nie osiągnie w porównaniu do systemów wykorzystujących przyspieszanie za pomocą pola elektrycznego, co sprowadza nas do obecnie działających urządzeń.
To, co określa system jako potencjalnie użytecznym, to możliwość zaistnienia fal przeciwnie spolaryzowanych cząstek, które poruszają się przez całą długość plazmy. Falę taką można wytworzyć przez impuls elektronowy lub impuls światła laserowego o bardzo dużej mocy na odpowiednio przygotowaną plazmę. W czasie poruszania się impulsu przez plazmę, pole elektryczne światła oddziela elektrony od protonów w ten sam sposób, w jaki dokonałoby tego zewnętrzne pole. W momencie opuszczenia miejsca przez impuls następuje przyciąganie elektronów w kierunku środka przez pozostałe w tym miejscu dodatnio naładowane jony. W trakcie „opadania” na dodatnio naładowany obszar nabierają prędkości, aż w końcu, gdy dotrą do środka, zanim stracą energię w wyniku kolizji, na krótki czas „spiętrzają się”, po czym następuje stabilizacja elektrostatyczna plazmy.
Chociaż cząstki nie poruszają się zbyt szybko podczas tego zdarzenia, makroskopowo wygląda to tak, jakby „pęcherzyk” ładunku poruszał się z prędkością bliską prędkości światła. Pęcherzyk jest rejonem pozbawionym elektronów, więc naładowanym dodatnio, za którym podąża obszar, w którym koncentracja elektronów jest duża, czyli obszar naładowany ujemnie. W plazmie występuje więc obszar o bardzo dużej różnicy potencjałów przemieszczający się wraz z impulsem światła laserowego.
Właśnie to „wzbudzone pole” (wakefield) służy do przyspieszania cząstek. Cząstka wstrzyknięta w plazmę w pobliżu miejsca o dużym potencjale zostanie przyspieszona wprzód lub wstecz od niego, przyspieszenie kontynuowane jest z wraz z przesuwaniem się „wzbudzenia” przez plazmę, aż cząstka osiągnie jego prędkość. Okazuje się, że można osiągnąć jeszcze większą energię cząstek – ma to miejsce, gdy wstrzyknie się cząstkę tak, że porusza się ona po powierzchni pola. Przyrównać to można do surfera poruszającego się w poprzek fali z prędkością dużo przewyższającą jej prędkość. Akceleratory zaprojektowane, aby wykorzystywać ten efekt, nazywamy surfatronami.
Przewagą akceleratorów plazmowych jest możliwość wytworzenia dużo większego pola przyspieszającego niż w przypadku konwencjonalnych akceleratorów o napięciu przyspieszającym wysokiej częstotliwości.
Akceleratory RF (radio-frequency) mają górny limit wielkości pola, uwarunkowane jest to progiem przebicia dielektrycznego komory akceleratora. Ogranicza to wielkość przyspieszenia możliwą do osiągnięcia na danym odcinku, w wyniku czego należy stosować długie akceleratory, aby osiągnąć żądaną energię cząstek. Dla porównania wielkość pola w plazmie jest uzależniona od właściwości mechanicznych i turbulencji, mimo tych trudności osiągane pole jest kilkukrotnie większe niż w przypadku akceleratorów wysokoczęstotliwościowych. Jest nadzieja, że możliwe będzie stworzenie kompaktowych akceleratorów na bazie akceleratorów plazmowych lub będzie możliwość zbudowania akceleratorów o znacznie większej energii cząstek niż obecnie, jeśli tylko da się zbudować znacznie dłuższe akceleratory dające pole przyspieszające wynoszące 10 GV/m.
Akceleratory plazmowe dzielimy na kilka typów w zależności od sposobu generowania fali elektronowej w plazmie:
- PWFA (plasma wakefield acceleration) – fala elektronowa w plazmie tworzona jest za pomocą grupy elektronów,
- LWFA (laser wakefield acceleration) – impuls laserowy zapoczątkowuje falę elektronową w plazmie,
- LBWA (laser beat-wave acceleration),
- SMLWFA (self-modulated laser wakefield acceleration).

Teoria akceleratora plazmowego została zaproponowana przez Toshikiego Tajimę i Johna Dawsona w artykule opublikowanym w 1979 roku. Pierwsze doświadczenie wykorzystujące akcelerację opartą na „wzbudzonym polu” (wakefield) i wykorzystującą sposób PWFA, zostało zaprezentowane przez grupę badawczą z Argonne National Laboratory w 1988 roku.

## Wzór
Gradient przyspieszenia dla liniowej fali w plazmie wynosi:
{\displaystyle E=c\cdot {\sqrt {\frac {m_{e}\cdot \rho }{\varepsilon _{0}}}},}
gdzie:
{\displaystyle E} – wielkość pola elektrycznego,
{\displaystyle c} – prędkość światła w próżni,
{\displaystyle m_{e}} – masa elektronu,
{\displaystyle \rho } – gęstość plazmy,
{\displaystyle \epsilon _{0}} – przenikalność elektryczna próżni.